# Charles Merrill Jr.
Charles E. Merrill junior (ur. 17 sierpnia 1920, zm. 29 listopada 2017 w Nowym Sączu) – amerykański filantrop, syn Charlesa E. Merilla, jednego z założycieli banku Merrill Lynch & Co., spółki będącej liderem wśród brokerów i banków inwestycyjnych.

## Życiorys
Stworzył i zarządzał Charles E. Merrill Trust – fundacją imienia swojego ojca, która ufundowała m.in. Merrill College na University of California, Santa Cruz. Finansował również Morehouse College w Atlancie, gdzie w większości uczyła się młodzież afroamerykańska. Walczył intensywnie z segregacją rasową w Stanach Zjednoczonych. Pomimo ogromnej odziedziczonej fortuny żył bardzo skromnie, mieszkał w bloku wielorodzinnym w Nowym Sączu.
Polską historią zainteresował się dzięki lekturze Trylogii Sienkiewicza. Po raz pierwszy przyjechał do Polski latem 1939. Od tej pory stała się jego drugą ojczyzną.
Przez kilkadziesiąt lat wspierał finansowo organizacje pozarządowe działające na rzecz demokracji, tolerancji i praw człowieka oraz szkoły na prowincji w krajach Europy Środkowej i Wschodniej. Był członkiem honorowym Małopolskiego Towarzystwa Oświatowego. Dla młodzieży z Ziemi Sądeckiej, która chciała uczyć się w Zespole Szkół Społecznych „Splot” stworzył fundusz stypendialny.
Wspierał również od lat Instytut Literacki w Paryżu, a także Katolicki Uniwersytet Lubelski. 4 grudnia 2017 miał odebrać Nagrodę im. Jerzego Giedroycia za całokształt działalności.
Był autorem autobiografii The journey. Massacre of the innocents (1995), która ukazała się w 1996 i 2004 po polsku pod tytułem Podróż albo Rzeź niewiniątek. Pamiętnik pół wieku trwającej znajomości z polską, czeską i niemiecką historią 1939-1995 pióra Charlesa Merrilla poświęcony Jamesowi Merrillowi i Jackowi Woźniakowskiemu ze słowem wstępnym Czesława Miłosza. Napisał także powieść dla młodzieży Rok Emilki (1991, wyd. polskie 1992).
W 2002 został odznaczony Krzyżem Oficerskim Orderu Zasługi Rzeczypospolitej Polskiej.
Żonaty z Amerykanką o polskich korzeniach, Julie Boudreaux, która była nauczycielką języka angielskiego.